# Gerhard Domagk

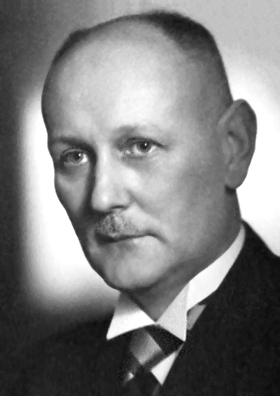
Gerhard Domagk (1939)

Gerhard Johannes Paul Domagk (* 30. Oktober 1895 in Lagow, Brandenburg; † 24. April 1964 in Burgberg, heute Ortsteil von Königsfeld im Schwarzwald) war ein deutscher Pathologe, Bakteriologe und Nobelpreisträger. Er führte die Sulfonamide als Antibiotika (Arzneistoffe zur Bekämpfung von Bakterien) und damit zur Therapie von Infektionen in die Medizin ein.

## Leben
Gerhard Domagk wurde als Sohn eines Schulrektors geboren. Bis zu seinem 14. Lebensjahr besuchte er die Schule in Sommerfeld. Er begann ein Medizinstudium an der Universität Kiel, welches er nach dem ersten Semester unterbrach, um als Freiwilliger am Ersten Weltkrieg teilzunehmen. Er trat in Frankfurt an der Oder dem Leib-Grenadier-Regiment Nr. 8 bei. Bereits im ersten Kriegsjahr 1914 wurde er an der Ostfront verwundet und wurde darauf bis zum Ende des Krieges als Sanitäter eingesetzt. Danach beendete er sein Studium.
Domagk begann an der Universität Greifswald, bakteriell verursachte Infektionen zu erforschen. 1923 entkam er durch einen Zufall dem schweren Eisenbahnunfall von Kreiensen – er hatte den Zug kurz verlassen. 1925 folgte er seinem Professor Walter Groß (1878–1933) an die Universität Münster und habilitierte zu dem Thema Die Vernichtung von Infektionskrankheiten durch das Retikuloendothel und die Entstehung des Amyloids. Im selben Jahr heiratete er Gertrud Strübe, mit der er drei Söhne und eine Tochter hatte.
Ab 1929 forschte und entwickelte Domagk, vorzugsweise im Stammwerk der Bayer AG innerhalb der I.G. Farben in Wuppertal-Elberfeld. Er leitete dort ein Labor für experimentelle Pathologie und führte als Teil eines umfangreichen Forschungsprogramms der Firma zur Untersuchung von Farbstoffen als antibakteriellen Chemotherapeutika in Zusammenarbeit mit den Chemikern Fritz Mietzsch und Josef Klarer die Sulfonamide in die Chemotherapie der bakteriellen Infektionen ein. Außerdem entwickelte er wirkungsvolle Tuberkulostatika. Die erste Veröffentlichung zu den neu entdeckten Sulfonamiden und deren antibakterieller Wirkung erfolgte durch ihn 1935 und das speziell gegen Streptokokken einsetzbare Medikament Prontosil kam 1936 auf den Markt.
Für diese wichtige Entdeckung erhielt er 1939 den Nobelpreis für Medizin. Aufgrund einer Anordnung Adolf Hitlers war es ab 1937 jedoch verboten, den Nobelpreis anzunehmen. Vorangegangen war die Verleihung des Friedensnobelpreises an den Journalisten und Regimegegner Carl von Ossietzky, was für die Nationalsozialisten eine außenpolitische Schlappe bedeutet hatte. Die Anordnung sollte einer Wiederholung vorbeugen.
1940 hatte Domagk auch die Wirksamkeit der Sulfathiazole gegen Tuberkuloseerreger in vitro erkannt. Domagk wurde 1942 zum Mitglied der Deutschen Akademie der Naturforscher Leopoldina gewählt. Ab 1944 war er Mitglied im Wissenschaftlichen Beirat des Bevollmächtigten für das Gesundheitswesen, Karl Brandt.
Über seine Haltung zum Nationalsozialismus schreiben H. Uhlendahl und D. Gross: „...Domagk molded himself to the regime, allowed himself to become integrated in it and therefore contributed to making it more presentable. As such, he bears the classic designation of a political accomplice“. Im April 1944 wurde ihm – von Adolf Hitler genehmigt – das Ritterkreuz zum Kriegsverdienstkreuz in Elberfeld von Karl Brandt verliehen.
1947 konnte Domagk den Nobelpreis für Medizin aus den Händen des schwedischen Königs entgegennehmen, allerdings ohne die dazugehörige Geldsumme, die nicht innerhalb eines Jahres entgegengenommen worden war, wie in den Stiftungsbestimmungen vorgesehen.
Domagk veröffentlichte 1947 sein Buch Pathologische Anatomie und Chemotherapie der Infektionskrankheiten und 1950 Chemotherapie der Tuberkulose mit Thiosemicarbazonen. Über Einwirkungen der Chemotherapie bzw. antibiotischen Therapie auf tuberkulöse Gewebs- und Organveränderungen berichtete er 1951 in Deutsche Medizinische Wochenschrift. Der Landeswohlfahrtsverband Hessen (LWV) stellte im April 2024 in einer Vorabberichterstattung über eine von ihm 2020 in Auftrag gegebene Studie fest, dass der Kinderarzt Werner Catel „zusammen mit dem Labormediziner Dr. Gerhard Domagk mit einer Versuchsreihe zur Erprobung eines neu entwickelten Präparats zur Chemotherapie der Tuberkulose begann. Das dabei verabreichte Medikament TB I 698, das später nur für Erwachsene als Conteben auf den Markt kam, habe bei mindestens vier Kindern zum Tod geführt.“ Bei dem erwähnten Präparat TB I 698 handelt es sich um Thiosemicarbazone.
Ab 1958 war Domagk als ordentlicher Professor für allgemeine Pathologie an der Universität Münster tätig. 1960 schied er aus Altersgründen aus der Bayer AG aus.
Domagk starb 1964. Sein Grab befindet sich auf dem Waldfriedhof Lauheide bei Münster.

## Auszeichnungen
- 1937: Emil-Fischer-Gedenkmünze
- 1937: Goldene Medaille der Weltfachausstellung Paris 1937[16]
- 1938: Addingham Medal, Leeds
- 1939: Cameron-Preis, Edinburgh
- 1939: Von-Klebelsberg-Medaille und -Preis, Budapest
- 1939: Nobelpreis für Medizin (unter Zwang abgelehnt. Nobel-Lecture 1947).
- 1940: Preis der „Stiftung für experimentelle Therapie“ (bis 1933 Aronson-Preis)[17]
- 1940: Ehrenmitglied der Königlichen Akademie Barcelona
- 1940: Ehrenmitglied der Akad. Espagn. Dermatol. e. Sifil.
- 1941: Mitglied. Kaiserl. Leopold. Carol. Deutsch. Akademie f. Naturforscher
- 1941: Ehrendoktor für Medizin und Chirurgie der Universität Bologna[18]
- 1941: Medaglia Paterno, Rom[19]
- 1943: Ehrenmitglied der Deutschen Gesellschaft für Kinderheilkunde
- 1943: Ehrensenator der Universität Greifswald[20]
- 1943: Preis zur Bekämpfung der Säuglings- und Kleinkindersterblichkeit Königsberg[21]
- 1943: Ehrenmitglied des Robert-Koch-Instituts[22]
- 1944: Ritterkreuz des Kriegsverdienstkreuzes[23]
- 1945: Ehrendoktorwürde der Universität Münster, am 30. Januar verliehen[19]
- 1949: Ehrenbürgerwürde der argentinischen Provinz Entre Ríos
- 1949: Orden El Sol del Perú
- 1950: Ehrenbürgerwürde von Verona
- 1951: Ehrenbürgerwürde von Wuppertal
- 1952: Pour le mérite für Wissenschaften und Künste
- 1955: Großes Verdienstkreuz mit Stern des Verdienstordens der Bundesrepublik Deutschland[24]
- 1956: Paul-Ehrlich-und-Ludwig-Darmstaedter-Preis
- 1962: Orden der aufgehenden Sonne II. Klasse, Japan

## Gedenken

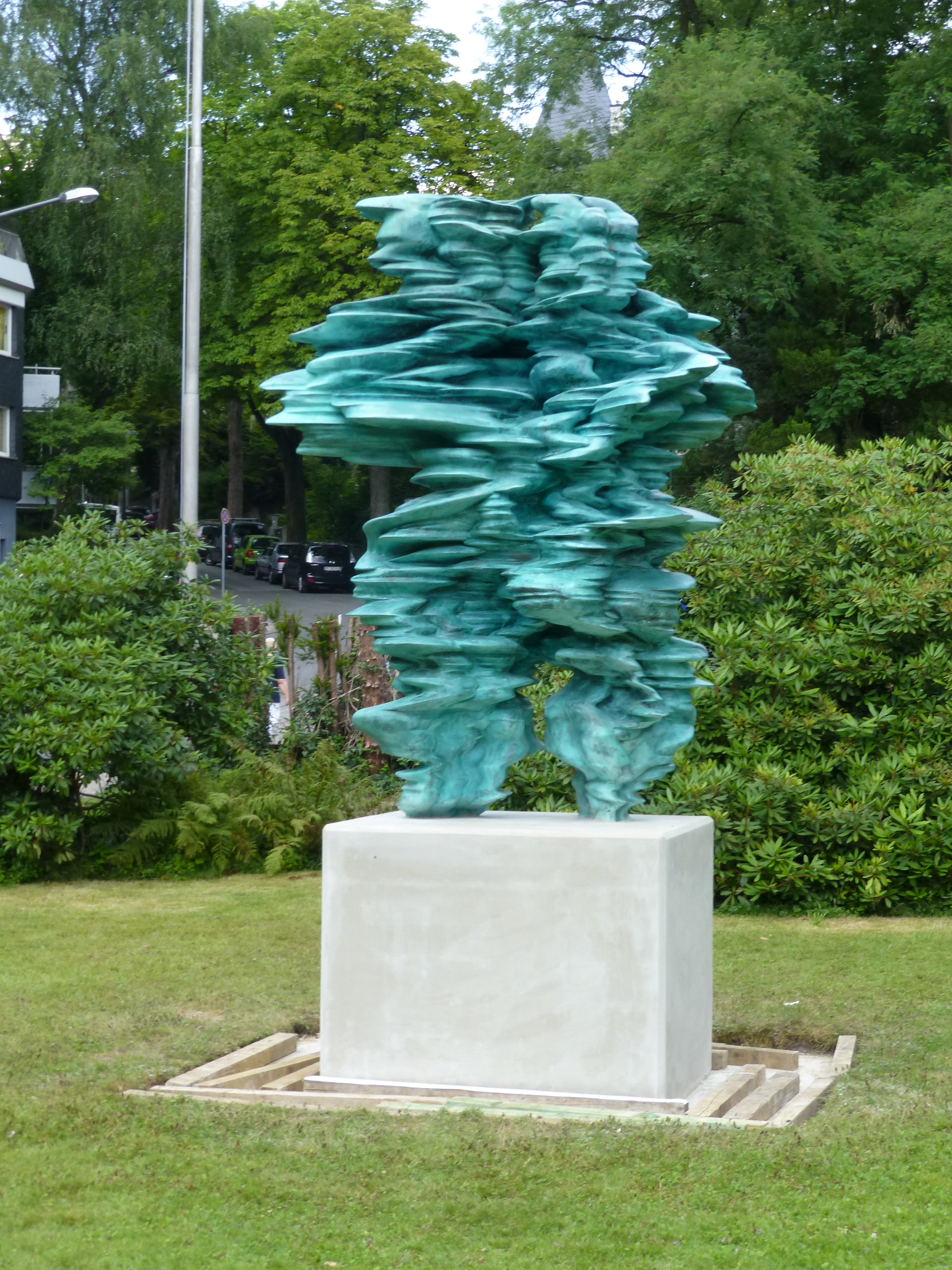
Skulptur „Domagk“ von Tony Cragg (2013) in Wuppertal gegenüber dem ehemaligen Wohnhaus Domagks

### Straßennamen und Orte
In München trägt das Areal Domagkpark sowie die Domagkstraße seinen Namen. Von 1967 bis zu ihrer Schließung im Jahre 1982 war eine Lungenheilstätte in Ruppertshain (Taunus) nach ihm benannt.
Das pathologische Institut des Uniklinikums Münster ist nach ihm benannt.
Weitere Straßen sind in Bad Berka, Berlin, Bocholt, Bonn, Braunschweig, Bünde, Dormagen, Düsseldorf, Frankfurt am Main, Hannover, Homburg, Königsfeld im Schwarzwald (Ortsteil Burgberg), Köln, Laatzen, Leverkusen, Lindau, Ludwigshafen am Rhein, Münster, Neumünster, Vlotho und Wuppertal nach Gerhard Domagk benannt.

### Stiftung und Wissenschaftspreis
Die 1961 an der Universität Münster gegründete Stiftung „Krebsforschung Professor Dr. Gerhard Domagk“ verleiht jährlich einen aus Stiftungsmitteln finanzierten und mit 10.000 Euro dotierten Forschungspreis für wissenschaftliche Leistungen, die sich um die Forschung zur Bekämpfung des Krebses verdient gemacht haben. Die beste Arbeit über den „Stoffwechsel der Tumoren und seine Beeinflussung“ wird prämiert.
Die Universitätsmedizin Greifswald vergibt seit 2008 jährlich das Domagk-Stipendium an exzellente junge Nachwuchswissenschaftler, die bereit sind, ihr Medizinstudium für ein Jahr zu Forschungszwecken (und zur Anfertigung einer Promotions- oder Bachelorarbeit) zu unterbrechen. Das Stipendium dient dem ausdrücklichen Zweck der Vorbereitung einer postgradualen Wissenschaftskarriere. Hierzu kooperiert die Universitätsmedizin eng mit dem ortsansässigen Alfried-Krupp-Wissenschaftskolleg sowie regionalen DFG-Arbeitsgruppen.

## Schriften
- mit Carl Hegler: Chemotherapie bakterieller Infektionen, 3. Auflage, Hirzel 1944
- Pathologische Anatomie und Chemotherapie der Infektionskrankheiten, Thieme 1947